# Perchotravneve
Perchotravneve (en ukrainien : Першотравневе) ou Perchotravnevoïe (en russe : Першотравневое) est une commune urbaine de l'oblast de Jytomyr, en Ukraine. Sa population s'élevait à 2 517 habitants en 2011.

## Géographie
Perchotravneve se trouve à 8 km au nord-ouest d'Ovroutch, à 125 km au nord de Jytomyr et à 154 km au nord-ouest de Kiev.

## Histoire
Perchotravneve est fondée en 1936 dans le cadre de la mise en exploitation d'un gisement de quartzite. Cette entreprise, VAT Ovroutskyï HZK « Kvartsyt » (en ukrainien : ВАТ «Овруцький ГЗК «Кварцит»), est au début du XXIe siècle le principal fournisseur de quartzite pour les produits réfractaires, les ferroalliages, la sidérurgie et l'industrie de la construction en Ukraine, dans la CEI et l'Europe de l'Est.

## Population
Recensements (*) ou estimations de la population :
| 1970* | 1970* | 1979* | 2001* |
| ----- | ----- | ----- | ----- |
| 2 188 | 2 249 | 2 511 | 2 620 |

| 2008  | 2009  | 2010  | 2011  |
| ----- | ----- | ----- | ----- |
| 2 542 | 2 522 | 2 523 | 2 517 |

## Transports
Par la route, Perchotravneve se trouve à 11 km d'Ovroutch, à 142 km de Jytomyr et à 193 km de Kiev. 